# Heteronychus fossor
Heteronychus fossor är en skalbaggsart som beskrevs av Reiche 1847. Heteronychus fossor ingår i släktet Heteronychus och familjen Dynastidae. Inga underarter finns listade i Catalogue of Life.